# Abri Canyon Creek
Pour l’article homonyme, voir Canyon Creek (Alberta).
L'abri Canyon Creek, en anglais Canyon Creek Shelter, est un refuge de montagne américain du comté de Clallam, dans l'État de Washington. Situé à 597 mètres d'altitude dans les montagnes Olympiques, il a été construit en 1939 par le Civilian Conservation Corps dans le style rustique du National Park Service. Protégé au sein du parc national Olympique, il est inscrit au Registre national des lieux historiques depuis le 13 juillet 2007.